# Auge (Hore)
Auge (altgriechisch Αὔγη Aúgē, deutsch ‚Lichtstrahl, Glanz‘) ist in der griechischen Mythologie eine der Horen.
Sie wird in den Fabulae des Hyginus Mythographus in einer Aufzählung von Namen der Horen an erster Stelle genannt. Sie ist die Personifikation der ersten Tageszeit, des Sonnenaufgangs.